# James Everett
Pour les articles homonymes, voir Everett.
 (août 2021).
James Everett (1er mai 1894 - 18 décembre 1967) est un homme politique du Parti travailliste irlandais, il est ministre de la Justice de 1954 à 1957, ministre des Postes et Télégraphes de 1948 à 1951 et chef du Parti national du travail de 1944 à 1950. Il est député (Teachta Dála) pour la circonscription de Wicklow de 1923 à 1967.
Il a dirigé l'éphémère Parti travailliste national, qui s'est brièvement séparé du Parti travailliste à la suite d'un différend concernant le soutien à James Larkin en tant que candidat à Dublin.